# Tricia Dickson
Tricia Dickson (Reading, Pennsylvania, 3 de enero de 1982) es una actriz de voz estadounidense. Por un breve período de tiempo integró el elenco de la serie de comedia de Nickelodeon All That (reemplazando a Katrina Johnson y cediéndole su puesto más adelante a Danny Tamberelli y Leon Frierson en 1997).

## Créditos

### Ánime
- Angel Tales - Akane
- Girls Bravo - Lilica Stacy
- Haibane Renmei - Haibane
- Hellsing - Integra Hellsing
- Ikki Tousen - Shimei Ryomou
- Melody of Oblivion - Toune Requiem
- NieA 7 - Mayuko Chigasaki
- Read or Die - Wendy Earhart
- R.O.D. the TV - Nenene Sumiregawa
- Spirit of Wonder Scientific Boys Club - Windy
- Starship Girl Yamamoto Yohko II - Sylvie Dread

### Videojuegos
- The Last Remnant - Hannah, Hinnah

### Otros
- Disfigured (2008) - Cordelia
- Even Stevens (2002) - Lady Jane (Episodio: The King Sloppy)
- Rave (2000) - Trace
- The Secret Kingdom (1998) - Callie Fremont
- All That (1997) - Player